# 안내렌즈

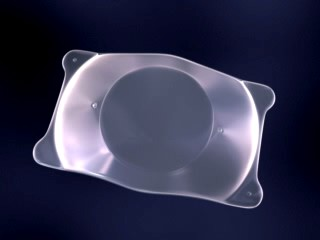
이식용 안내 렌즈

안내렌즈(眼內 lens) 또는 인공수정체(人工水晶體, 영어: Intraocular lens), IOL은 백내장 등으로 수정체를 적출했을 때나 굴절 이상을 교정하기 위해서 눈 속에 넣는 렌즈다.

## 시술법
대표적인 안내렌즈 삽입술으로는 알티산렌즈 삽입술, Implantable collamer lens(ICL) 등이 있다.

## 장점
각막상피의 손상없이 수술이 가능하며, 가역적 특성(물질의 상태가 한 번 바뀐 다음 다시 본디 상태로 돌아갈 수 있는 성질)이 있다.

## 같이 보기
- 콘택트 렌즈